# Ceto (Itália)
Ceto é uma comuna italiana da região da Lombardia, província de Bréscia, com cerca de 1.860 habitantes. Estende-se por uma área de 32 km², tendo uma densidade populacional de 58 hab/km². Faz fronteira com Braone, Breno, Capo di Ponte, Cerveno, Cevo, Cimbergo, Daone (TN), Ono San Pietro.

## Demografia
| Variação demográfica do município entre 1861 e 2011                               |
|                                                                                   |
| Fonte: Istituto Nazionale di Statistica (ISTAT) - Elaboração gráfica da Wikipedia |